# St. Dionysius (Oos)

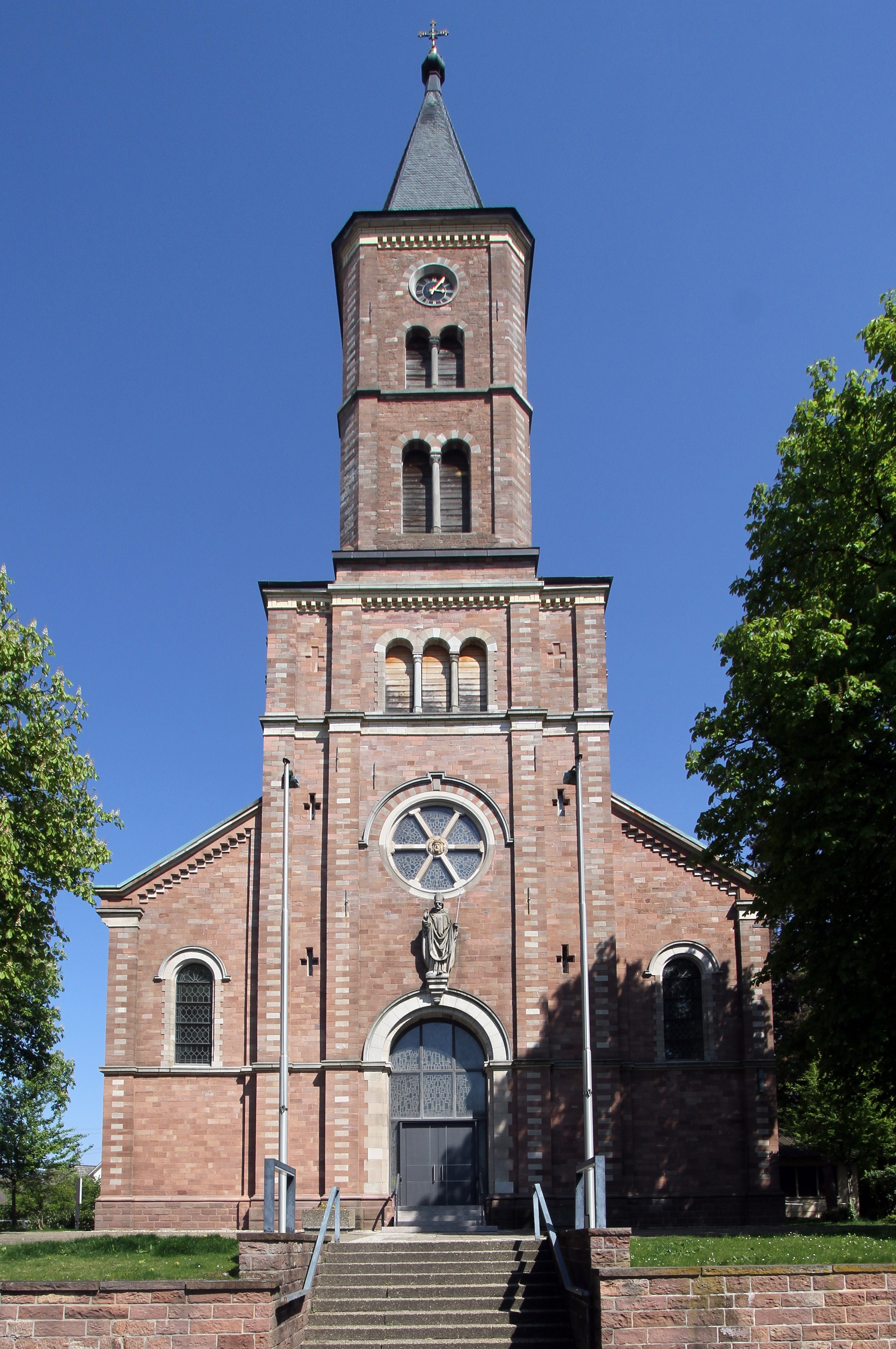
St. Dionysius, Portalfront

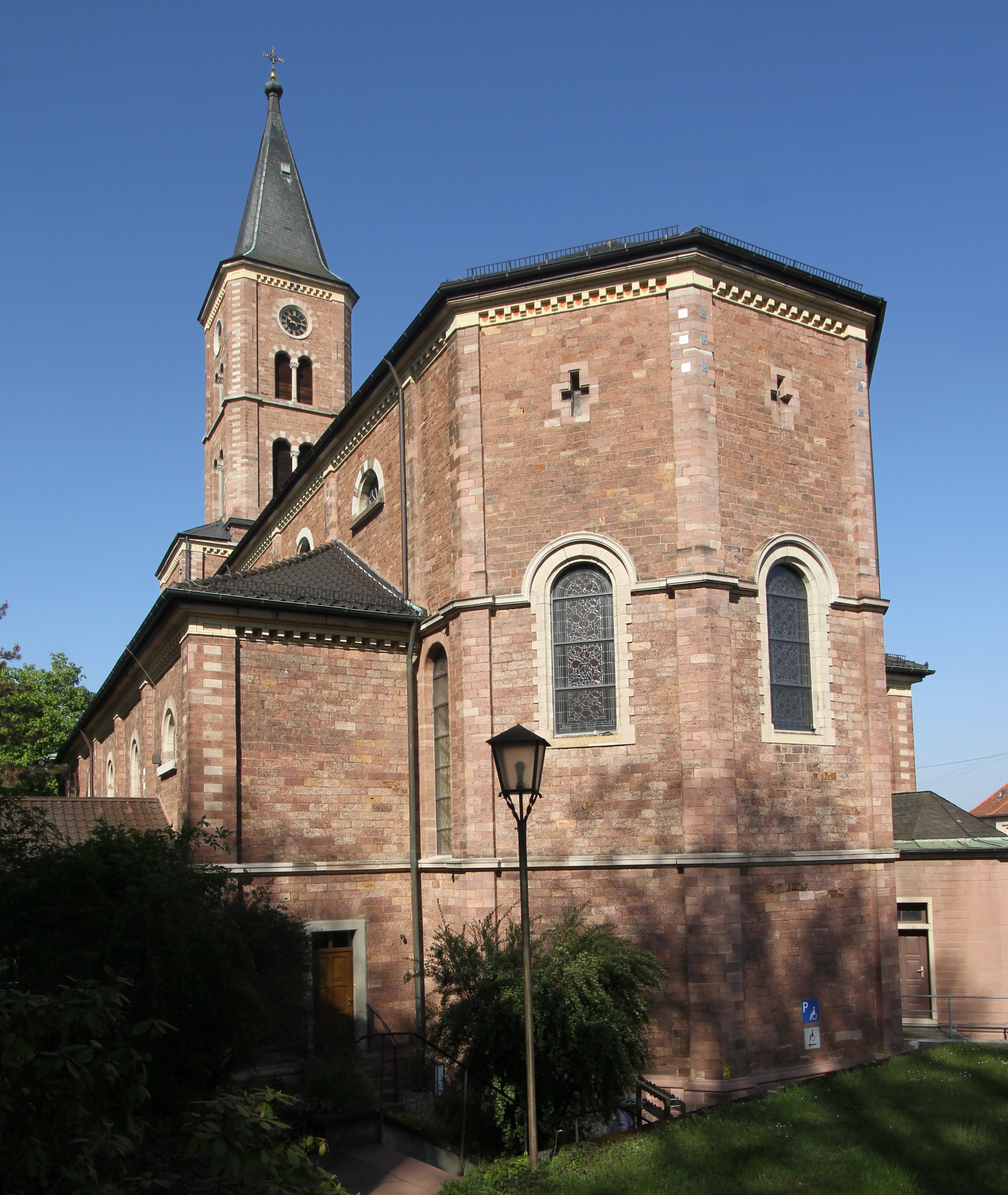
Ostansicht

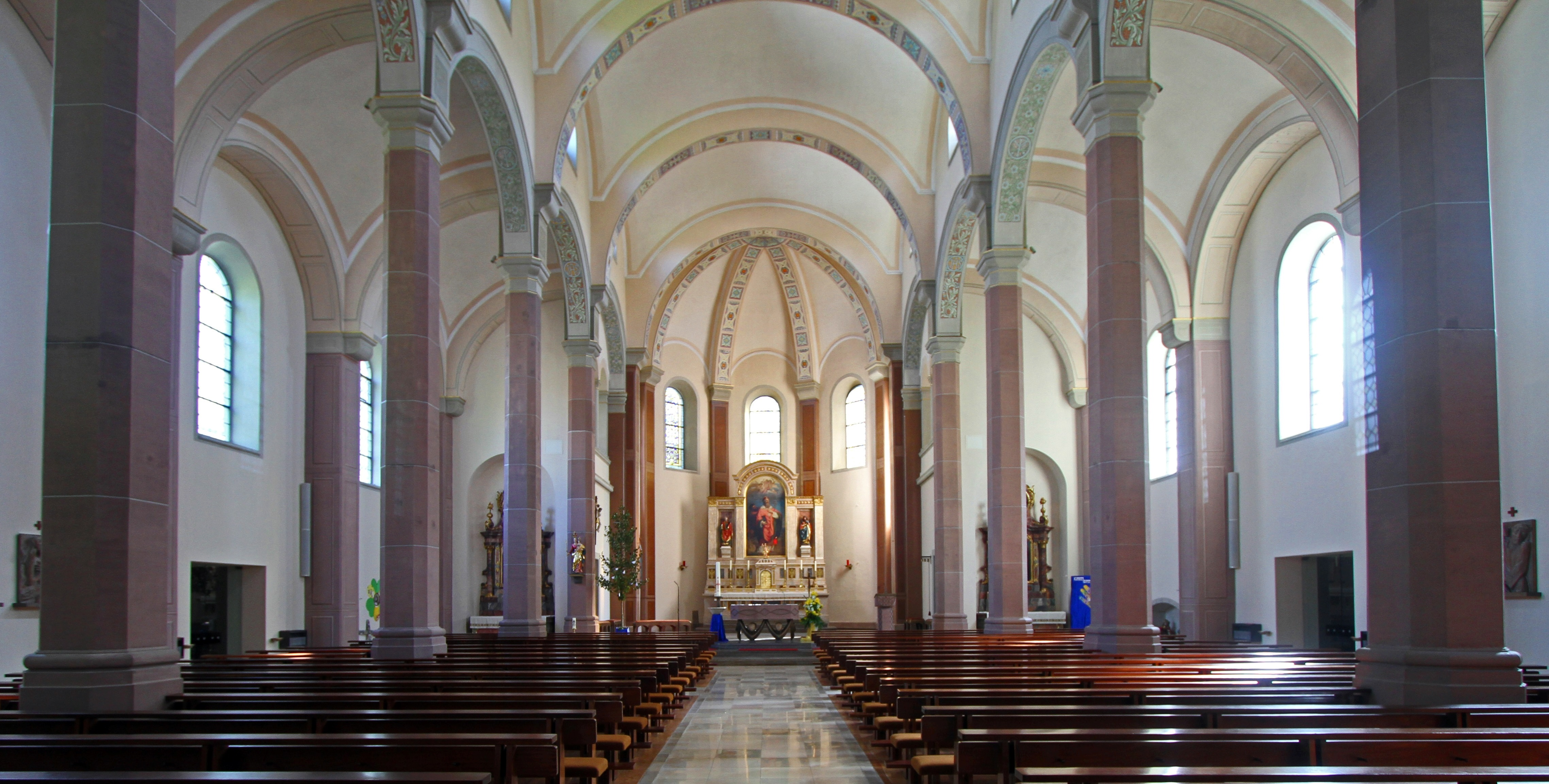
Innenraum

St. Dionysius ist die römisch-katholische Pfarrkirche in Oos, einem Ortsteil von Baden-Baden. Sie gehört zur Kirchengemeinde Baden-Baden-Oos im Dekanat Baden-Baden der Erzdiözese Freiburg.

## Geschichte
Eine Kirche in Oos ist erstmals 1257 erwähnt; das Dionysius-Patrozinium deutet jedoch auf eine Gründung als Urpfarrei in der frühen fränkischen Zeit. Im Mittelalter war Oos der Pfarrei Baden zugeordnet und erhielt erst 1509 die Selbständigkeit.
Die heutige Kirche wurde von 1864 bis 1868 nach Plänen des bedeutenden historistischen Architekten Heinrich Hübsch (1795–1863), eines Weinbrenner-Schülers, erbaut. Die Ausführung in veränderter Form lag nach Hübschs Tod bei dessen Schüler Lukas Engesser.
Die während des Zweiten Weltkriegs am 30. Dezember 1944 durch eine Bombendetonation stark beschädigte Südwand wurde vor den 1950er Jahren neu aufgemauert. 2008 und 2009 erfolgte eine statische Sanierung des Turms und der Gewölbe, ab 2015 eine Restaurierung des Innenraums.

## Bauwerk

### Architektur
St. Dionysius ist, in Anlehnung an oberitalienische Vorbilder, eine dreischiffige, fünfjochige Basilika ohne Querhaus im klassizistisch-neuromanischen Rundbogenstil mit Muldengewölben. Die Seitenschiffe sind nur wenig niedriger als das Mittelschiff, sodass sich trotz eines niedrigen Obergadens der weite Raumeindruck einer Hallenkirche ergibt. Der Baustoff ist rötlicher Sandstein.
Über dem Portal im Westen erhebt sich der Glockenturm, dessen auf Mittelschiffbreite verbreiterte Untergeschosse in den Baukörper integriert sind. Im Turm hängen die Glocken eines vierstimmigen Geläuts, das 1949 von der Gießerei Junker, Brilon aus Sonderbronze gegossen wurde.
Glockenübersicht
| Glocke | Name          | Durchmesser | Gewicht | Schlagton |
| ------ | ------------- | ----------- | ------- | --------- |
| 1      | St. Dionysius | 1250 mm     | 1110 kg | e’+8      |
| 2      | St. Bernhard  | 1110 mm     | 740 kg  | fis’+8    |
| 3      | Hl. Maria     | 990 mm      | 540 kg  | gis’+11   |
| 4      | St. Michael   | 830 mm      | 320 kg  | h’+11     |

### Ausstattung
Von der Ausstattung sind der Taufstein aus dem 16. Jahrhundert, eine Dionysiusfigur von Niklaus von Hagenau (1506) sowie Seitenaltäre aus dem Rokoko bemerkenswert. Der Hochaltar stammt aus der Erbauungszeit. Die ursprünglich flächendeckende Wandbemalung ist auf Ornamente an den Arkaden und Gurtbögen reduziert.

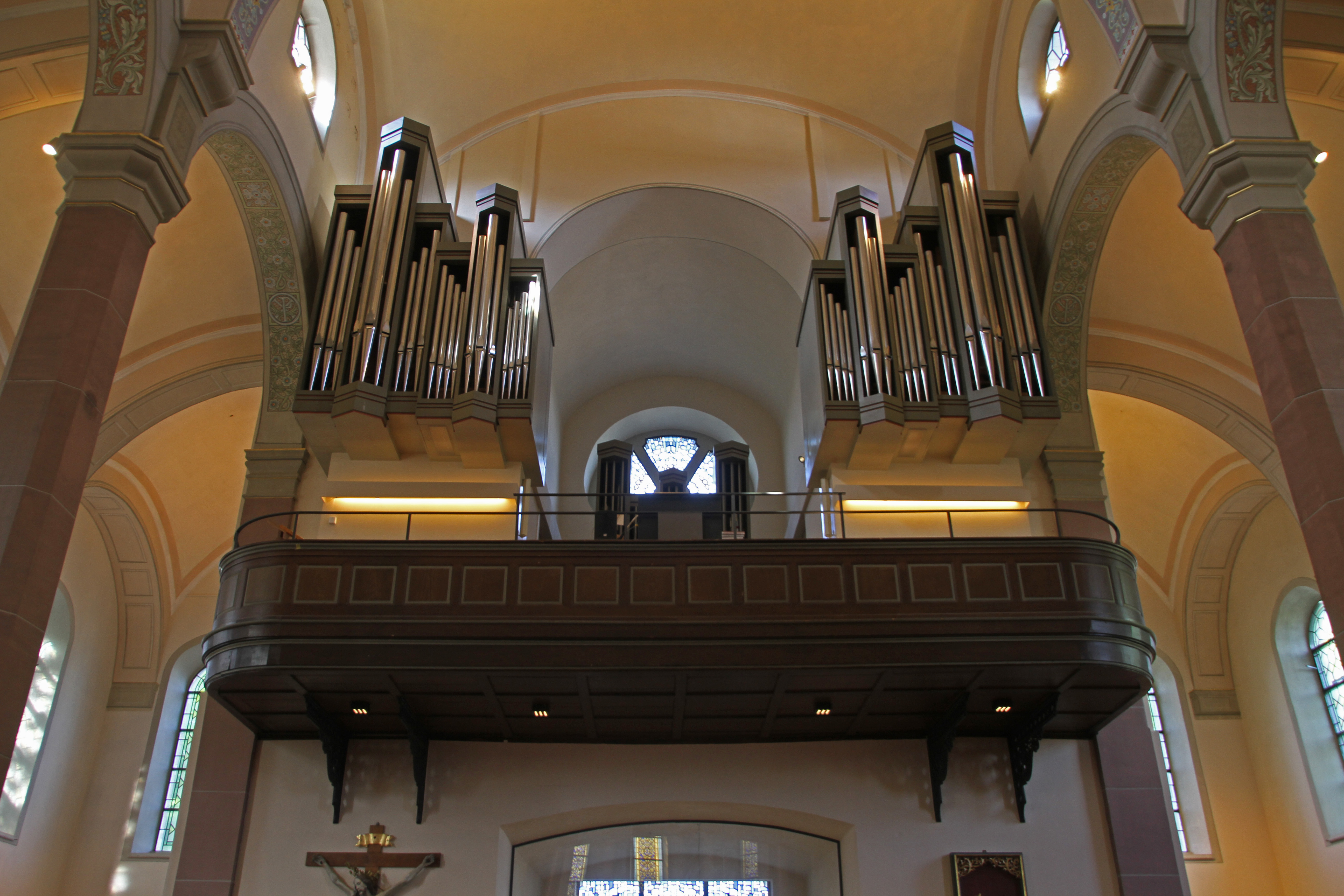
Orgel
Auf der Empore im hinteren Teil der Kirche steht eine Orgel, die 1978 von der Manufaktur Fischer & Krämer Orgelbau unter Verwendung von Teilen der Vorgängerorgel erbaut wurde. Sie verfügt über 30 Register auf zwei Manualen und Pedal.